# Plumularia adjecta
Plumularia adjecta is een hydroïdpoliep uit de familie Plumulariidae. De poliep komt uit het geslacht Plumularia. Plumularia adjecta werd in 1948 voor het eerst wetenschappelijk beschreven door Fraser. 